# 城关街道 (横山县)
城关街道，原为横山街道，是中华人民共和国陕西省榆林市横山区下辖的一个街道办事处。
2015年，陕西省民政厅批复同意撤销横山镇，设立横山街道办事处。
2018年更名为城关街道。区划代码改为610803001。

## 行政区划
城关街道下辖以下地区：
一社区、二社区、三社区、四社区、五社区、六社区、王圪堵村、吴家沟村、李界沟村、梁家湾村、邵家洼村、高家洼村、古水村、元坪村、红石峁村、张山村、九川府村、祁家峁村、杏条梁村、小王地村、石窑则村、沙坪沟村、马家梁村、砖梁村、兴丰村、顾兴庄村、高丰村、盘丰村、创业村、吴东峁村和曹阳湾村。